# Basacato del Oeste
Basacato del Oeste ist ein Ort auf der Insel Bioko in Äquatorialguinea. Der Ort gehört zur Verwaltungseinheit Bioko Sur.

## Lage
Der Ort liegt an der Westküste der Insel im Golf von Guinea, zwischen Basapo im Norden und der Bahia de San Carlos im Süden und westlich des Gipfels Pico Basile.

## Klima
Nach dem Köppen-Geiger-System zeichnet sich Basacato del Oeste durch ein tropisches Klima mit der Kurzbezeichnung Am aus.

## Persönlichkeiten
- Paloma Loribo (* 1976), Sängerin, Komponistin, Malerin und Autorin